# Cosmocentrisme
Una ètica cosmocentrista sosté que l'estat natural del nostre univers hauria de ser preservat, sense intents humans per terraformar planetes per l'habitabilitat humana. Això ha estat anomenat com una forma d'antihumanisme pels seus oponents. No s'ha de confondre amb Kosmocentrisme, amb "K" majúscula, que descriu un nivell de consciència (en el model d'egocentrisme i etnocentrisme).